# River Raid
River Raid is een computerspel van Activision van het type vertical scrolling shooter. Het spel kwam in 1982 als eerste uit voor de Atari 2600, maar werd later ook uitgebracht voor andere homecomputers. Het doel van het spel is met een vliegtuig zo veel mogelijk bruggen te vernietigen die van strategisch belang zijn voor de tegenstander. De rivier is sterk bewaakt door ballonnen, schepen en helikopters. Tijdens het vliegen kan men brandstof bemachtigen door over een tankstation heen te vliegen. Als de speler in contact komt met de oever of andere vliegtuigen verliest deze een leven.

## Platforms
| Jaar | Platform                                                |
| ---- | ------------------------------------------------------- |
| 1982 | Atari 2600                                              |
| 1983 | Atari 5200, Atari 8-bit, Intellivision                  |
| 1984 | ColecoVision, Commodore 64, MSX, PC Booter, ZX Spectrum |

## Ontvangst
| Beoordeeld door       | Jaar | Platform     | Score |
| --------------------- | ---- | ------------ | ----- |
| The Video Game Critic | 2004 | ColecoVision | 100%  |
| Game Freaks 365       | 2010 | Atari 2600   | 92%   |
| All Game Guide        | 1998 | Atari 2600   | 90%   |
| Le Geek               | 2008 | Atari 2600   | 90%   |
| Allt om hemdatorer    | 1983 | Atari 2600   | 90%   |
| Atari HQ              | 2002 | Atari 2600   | 80%   |
| TeleMatch             | 1983 | Atari 2600   | 80%   |
| TeleMatch             | 1984 | ColecoVision | 80%   |
| Zzap!                 | 1987 | Commodore 64 | 70%   |
| All Game Guide        | 1998 | ColecoVision | 70%   |